# Jetflygplan

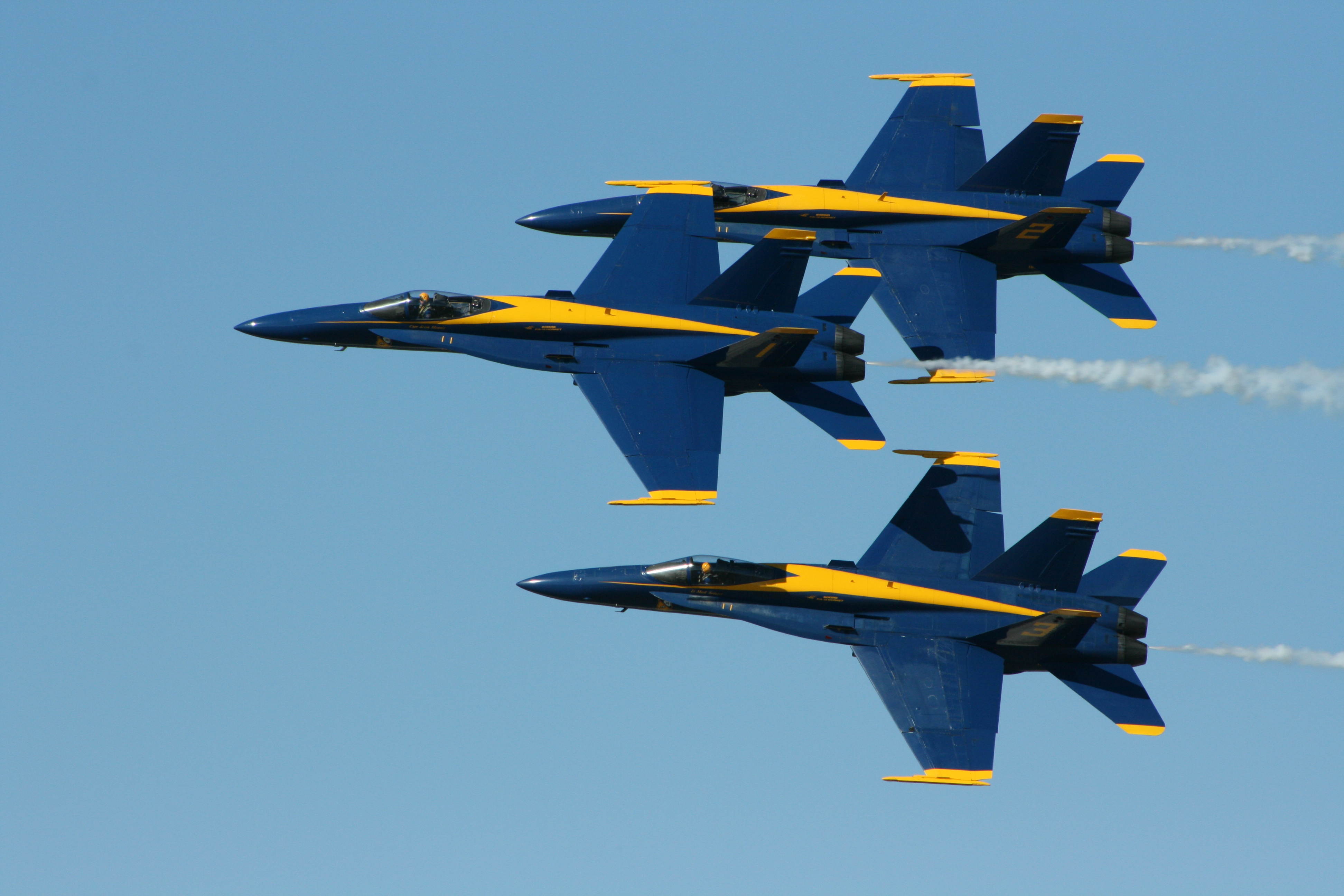
Tre jetflygplan från US Navy Blue Angels i formation över Jacksonville i Florida i USA.

Ett jetflygplan, eller jetplan, är ett flygplan som drivs med en eller flera jetmotorer. Ett äldre namn är reaplan (reaktionsplan, alltså drivet av reaktionsmotor, som är ett gammalt namn för jetmotor).
Jetflygplan kan färdas i höga hastigheter, upp till Mach 3. Jetflygplan kom i passagerartrafik under 1950-talet, det första som flög passagerare var de Havilland DH 106 Comet. Innan dess hade jetmotorn används i stridsflygplan under andra världskriget, till exempel Messerschmitt Me 262. I dag är jetflygplan vanliga på längre distanser.
Airbus, Antonov, Beriev, Boeing, Convair, de Havilland, Douglas, Embraer, Iljusjin, Tupolev och Jakovlev är kända exempel på jetflygplanstillverkare.
Ett exempel på flygplan som inte kallas jetflygplan, trots att det har en jetmotor, är Fairchild C-119 Flying Boxcar. Detta plan var också försett med propellermotorer.

## Åttamotoriga jetflygplan
Ett exempel på jetflygplan med åtta motorer är Boeing B-52 Stratofortress där motorerna är fästa parvis i gondoler under vingarna; fyra motorer på varje vinge.

## Sexmotoriga jetflygplan
Jetflygplan med sex motorer är mycket ovanliga. Bland andra Antonov AN-225 har denna konstruktion.
Samtliga motorer är fästa på vingarna, tre på var sida.

## Fyrmotoriga jetflygplan

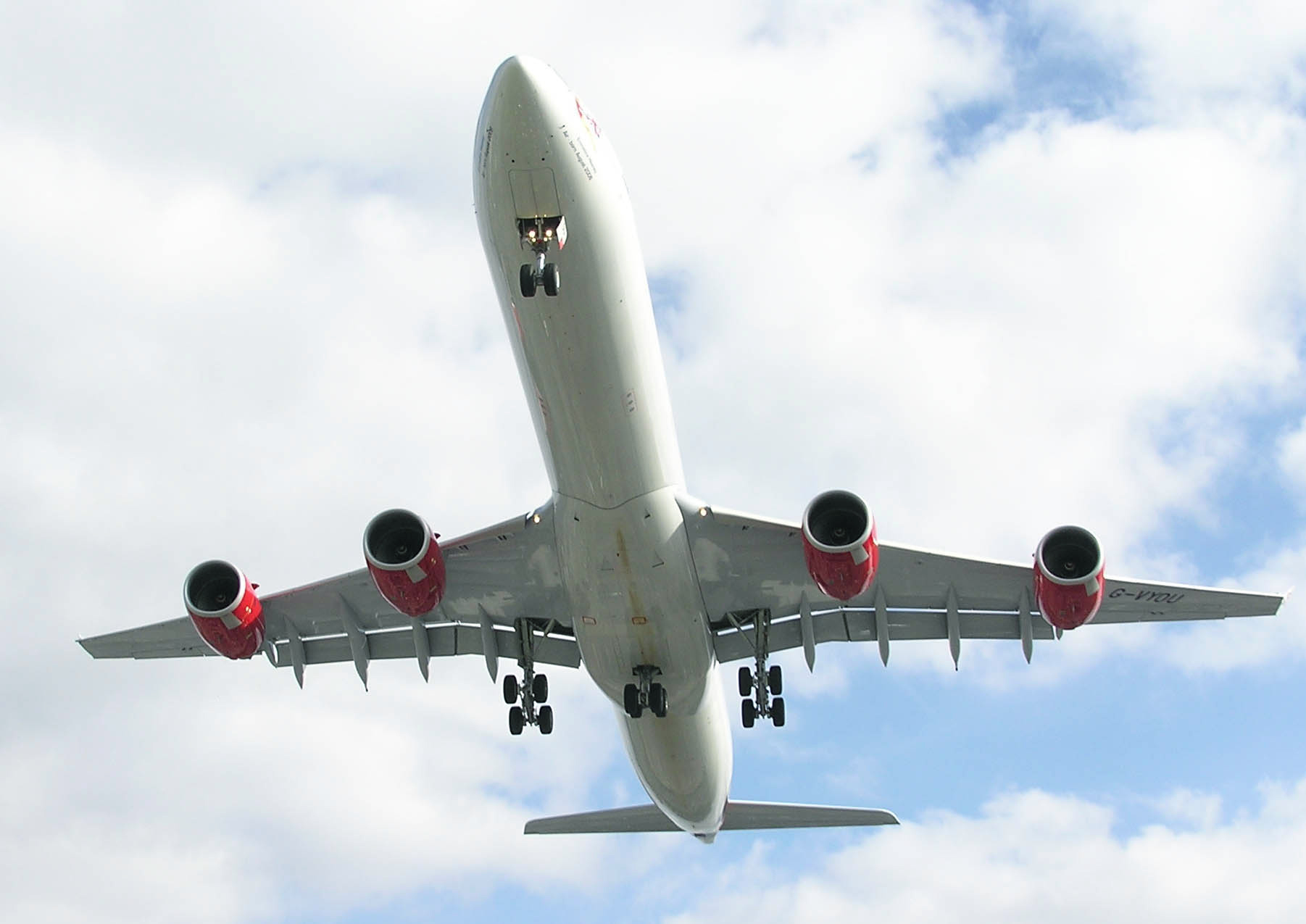
En Airbus A340-600, exempel på ett fyrmotorigt passagerarflygplan.

Exempel på jetflygplan med fyra motorer: Airbus A340, Airbus A380, Antonov AN-124, Boeing 707, Boeing 747, Convair 990, Douglas DC-8 och Iljusjin Il-62. När Airbus A380 togs i trafik blev detta det största passagerarflygplanet, både till storlek (bortsett längden där A340-660 är längre) och i antal sittplatser, över 800 passagerare ryms. 
Det finns två olika varianter på placering av motorerna, den vanliga är två motorer på varje vinge, den ovanligare är två motorer på var sida i bakpartiet som Iljusjin Il-62.

## Tremotoriga jetflygplan
Exempel på jetflygplan med tre motorer: Boeing 727, Lockheed Tristar, McDonnell-Douglas DC-10 och Tupolev Tu-154, idag tillverkas det inga stora tremotoriga jetflygplan längre då konstruktionen inte är tillräckligt konkurrenskraftig. En anledning är att det numera är tillåtet att flyga interkontinentala linjer med tvåmotoriga plan, vilket tidigare krävde minst 3 motorer.
Det finns två olika varianter på placering av motorerna, antingen två motorer fästa under vingarna och den tredje i aktern som Lockheed Tristar eller samtliga i aktern som Boeing 727. I båda fallen sitter en av motorerna centralt i stjärtfenan för att få jämn dragkraft. Den motorn är svårare att komma åt för service och underhåll än de två yttre motorerna, oavsett hur de är placerade.

## Tvåmotoriga jetflygplan

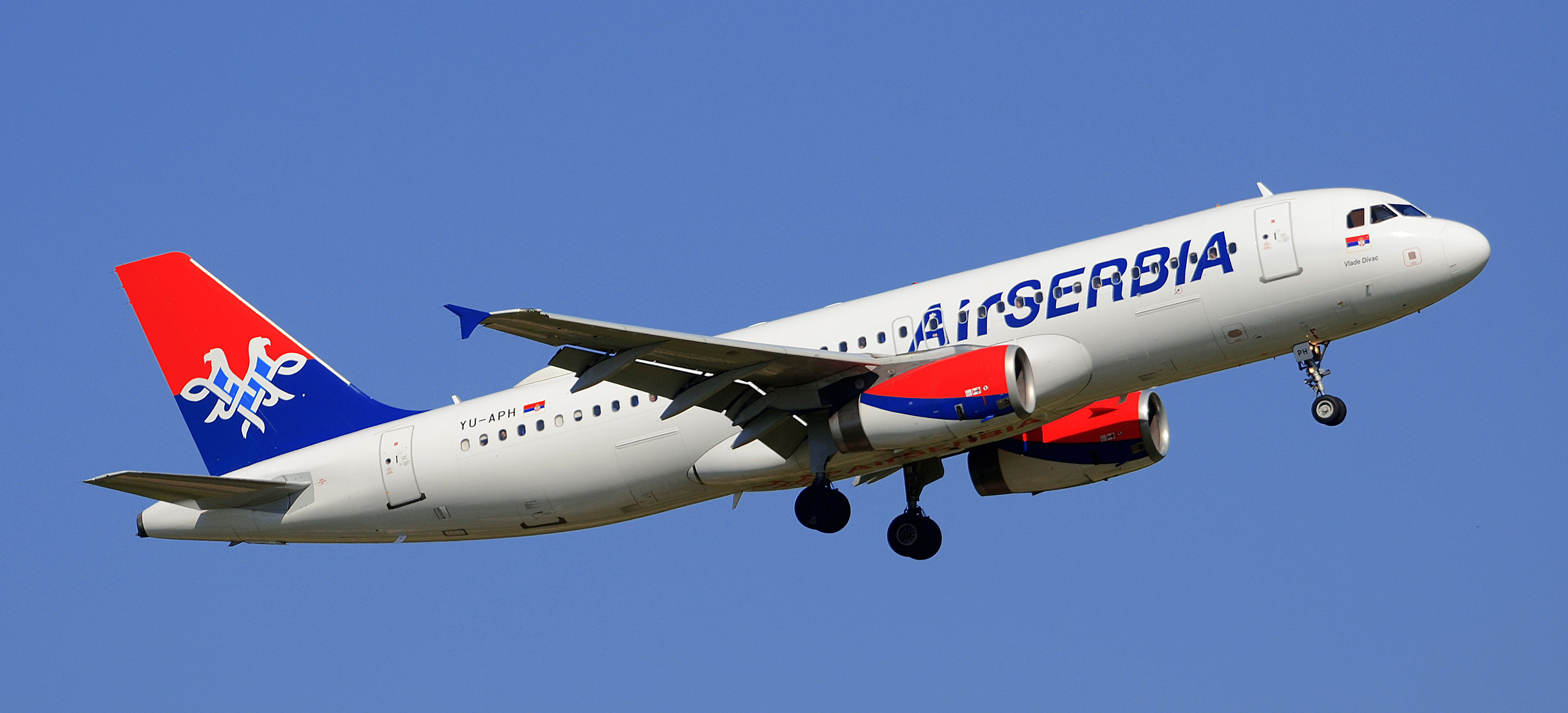
En Airbus A320-232, exempel på ett tvåmotorigt passagerarflygplan.

Exempel på jetflygplan med två motorer: Airbus A300, Antonov AN-74, Antonov AN-148, Boeing 737 (världens mest sålda jetdrivna trafikflygplan), Boeing 777, Embraer 170 och Tupolev Tu-134, störst är Boeing 777 som är utrustad med världens största jetmotorer GE-90.
Tvåmotoriga plan är mycket vanliga idag då de tremotoriga planen blivit omoderna. Vissa begränsningar finns i vilka rutter man får flyga, exempelvis får inte Perth-Johannesburg flygas utan omväg under ETOPS-reglerna.
Det finns två olika varianter på placering av motorerna. Antingen fästa på vingarna som Airbus A300
eller i aktern som Tupolev Tu-134. En ovanlig variant är att låta jetstrålen gå över vingen som Antonov AN-74 då det förbättrar STOL-effekten.

## Enmotoriga jetflygplan
Jetflygplan med en motor är inte vanligt förekommande bland större flygplan, däremot är det vanligt förekommande på mindre militära flygplan både på stridsflygplan och skolflygplanen till flygförarnas grundläggande flygträning.

### Fotnoter
1. ↑  ”Jetflygplan eller propellerflygplan”. Allt om vetenskap. 17 februari 2015. Arkiverad från originalet den 31 januari 2017. https://web.archive.org/web/20170131193321/http://www.alltomvetenskap.se/nyheter/jetflygplan-eller-propellerflygplan. Läst 18 januari 2017.